# Maxime Comtois
Maxime Comtois (* 8. ledna 1999 Longueuil) je kanadský hokejový útočník momentálně působící v klubu HK Dynamo Moskva v KHL.

## Hráčská kariéra
Ve vstupním draftu 2017 byl ve druhém kolem z celkové 50. pozice draftován Anaheimem Ducks. V březnu 2018 podepsal s klubem vstupní tříletou nováčkovskou smlouvu. Po sezóně 2022/23 mu nebyla v Anaheimu prodloužena smlouva, a tak v říjnu 2023 podepsal smlouvu s Chicago Wolves v AHL.
V červenci 2024 podepsal roční smlouvu s klubem HK Dynamo Moskva.

## Prvenství
- Debut v NHL – 3. října 2018 (Anaheim Ducks proti San Jose Sharks)[2]
- První gól v NHL – 3. října 2018 (Anaheim Ducks proti San Jose Sharks, kanadskému brankáři Martinovi Jonesovi)
- První asistence v NHL – 22. října 2018 (Anaheim Ducks proti Buffalo Sabres)

## Statistiky

### Klubové statistiky
| Sezóna      | Klub                     | Soutěž      |     | Základní část | Základní část | Základní část | Základní část | Základní část |    | Play off | Play off | Play off | Play off | Play off |
| Sezóna      | Klub                     | Soutěž      | Z   | G             | A             | B             | TM            | Z             | G  | A        | B        | TM       |          |          |
| 2015–16     | Victoriaville Tigres     | QMJHL       | 64  | 26            | 34            | 60            | 68            | 5             | 1  | 5        | 6        | 4        |          |          |
| 2016–17     | Victoriaville Tigres     | QMJHL       | 64  | 22            | 29            | 51            | 88            | 4             | 1  | 0        | 1        | 8        |          |          |
| 2017–18     | Victoriaville Tigres     | QMJHL       | 54  | 44            | 41            | 85            | 79            | 13            | 4  | 8        | 12       | 16       |          |          |
| 2018–19     | Anaheim Ducks            | NHL         | 10  | 2             | 5             | 7             | 7             | —             | —  | —        | —        | —        |          |          |
| 2018–19     | San Diego Gulls          | AHL         | 4   | 1             | 0             | 1             | 2             | 12            | 5  | 4        | 9        | 4        |          |          |
| 2018–19     | Drummondville Voltigeurs | QMJHL       | 25  | 31            | 17            | 48            | 32            | 16            | 11 | 4        | 15       | 24       |          |          |
| 2019–20     | San Diego Gulls          | AHL         | 31  | 9             | 15            | 24            | 53            | —             | —  | —        | —        | —        |          |          |
| 2019–20     | Anaheim Ducks            | NHL         | 29  | 5             | 6             | 11            | 24            | —             | —  | —        | —        | —        |          |          |
| 2020–21     | Anaheim Ducks            | NHL         | 55  | 16            | 17            | 33            | 40            | —             | —  | —        | —        | —        |          |          |
| 2021–22     | Anaheim Ducks            | NHL         | 52  | 6             | 10            | 16            | 46            | —             | —  | —        | —        | —        |          |          |
| 2022–23     | Anaheim Ducks            | NHL         | 64  | 9             | 10            | 19            | 76            | —             | —  | —        | —        | —        |          |          |
| 2023–24     | Chicago Wolves           | AHL         | 65  | 19            | 25            | 44            | 109           | —             | —  | —        | —        | —        |          |          |
| 2023–24     | Carolina Hurricanes      | NHL         | 1   | 0             | 1             | 1             | 0             | 1             | 0  | 0        | 0        | 0        |          |          |
| 2024–25     | HK Dynamo Moskva         | KHL         | 62  | 21            | 29            | 50            | 99            | 15            | 7  | 6        | 13       | 26       |          |          |
| NHL celkově | NHL celkově              | NHL celkově | 211 | 38            | 49            | 87            | 193           | 1             | 0  | 0        | 0        | 0        |          |          |
| KHL celkově | KHL celkově              | KHL celkově | 62  | 21            | 29            | 50            | 99            | 15            | 7  | 6        | 13       | 26       |          |          |

### Reprezentační statistiky
| Rok                            | Tým                            | Soutěž                         | Z  | G  | A | B  | TM |
| ------------------------------ | ------------------------------ | ------------------------------ | -- | -- | - | -- | -- |
| 2016                           | Kanada 18                      | HGC                            | 4  | 4  | 1 | 5  | 8  |
| 2017                           | Kanada 18                      | MS-18                          | 5  | 2  | 0 | 2  | 28 |
| 2018                           | Kanada 20                      | MSJ                            | 7  | 3  | 3 | 6  | 4  |
| 2019                           | Kanada 20                      | MSJ                            | 5  | 5  | 1 | 6  | 8  |
| 2021                           | Kanada                         | MS                             | 10 | 4  | 2 | 6  | 14 |
| 2022                           | Kanada                         | MS                             | 10 | 3  | 4 | 7  | 29 |
| Juniorská reprezentace celkově | Juniorská reprezentace celkově | Juniorská reprezentace celkově | 21 | 14 | 5 | 19 | 48 |
| Seniorská reprezentace celkově | Seniorská reprezentace celkově | Seniorská reprezentace celkově | 20 | 7  | 6 | 13 | 43 |